# Maladera peguana
Maladera peguana är en skalbaggsart som beskrevs av Brenske 1898. Maladera peguana ingår i släktet Maladera och familjen Melolonthidae. Inga underarter finns listade i Catalogue of Life.